# معامل ذوبان بنزن
معامل ذوبان بنزن أو معامل امتصاص بنزن (α)، يرجع الاسم إلى روبرت بنزن، هي وحدة من بين عدة وحدات يتم استخدامها في وصف انحلالية الغازات في السوائل. وتُستخدم أحيانًا في الفيزيولوجيا.
يتم تعريف معامل بنزن على أنه حجم الغاز، تم تقليله إلى 273.15 كلفن (0 درجة مئوية) و101.3 كيلو باسكال، الذي يتم امتصاصه (في إطار التوازن) في كل حجم وحدة من المذيب السائل النقي في درجة حرارة معينة، وبموجب الضغط الجزئي للغاز 101.3 كيلو باسكال.
وحدات الحجم غير مهمة طالما لم تتغير، ولكنها كثيرًا ما تستخدم "CM3". في النظام الدولي للوحدات، معامل بنزن ليس له أبعاد.